# یوردان بیکوف
یوردان بیکوف (بلغاری: Йордан Биков؛ زادهٔ ۱۷ نوامبر ۱۹۵۰) وزنه‌بردار اهل بلغارستان بود.
وی در مسابقات کشوری و بین‌المللی در مجموع برندهٔ ۳ مدال طلا، ۱ مدال نقره شده‌است.